# Radio Bremen 2
Radio Bremen 2 (auch Bremen Zwei) war das zweite Hörfunkprogramm von Radio Bremen. Seinen Sendebeginn hatte es am 13. April 1952 und wurde nach und nach im Kontrast zum ersten Programm der Rundfunkanstalt zu einem anspruchsvolleren Angebot mit kulturellen Wortbeiträgen, sowie klassischer und moderner Musik ausgebaut.
Am 5. April 1982 erreichte man so ein Vollprogramm, das fortan unter dem Namen Radio Bremen 2 sendete. Um kulturelle und politische Inhalte dem Hörer zugänglich zu machen, erfolgte zum 1. September 1992 die Umwandlung des Kanals in ein Kulturprogramm.
Durch die Ausstrahlung über Satellit (DSR und ADR) und der Kabeleinspeisung (DSR) war das Programm auch bundesweit empfangbar.
Die Programmklänge für den Sender wurden 1992 von dem Schweizer Komponisten Serge Weber neu geschrieben. Sie wurden auf einer nicht öffentlich kaufbaren CD mit dem Titel „luohtitt – Programmklänge auf Radio Bremen 2“ von Serge Weber, Paul McCandless, Eberhard Weber, Helge Nordbakken, Michael Berger, Mitgliedern des Gewandhausorchesters Leipzig & Thomas Andersson eingespielt und veröffentlicht. Sie sind auf Soundcloud abhörbar.

## Nachfolger
Ab dem 1. November 2001 sendete Radio Bremen auf dem Kanal das gemeinsam mit dem Norddeutschen Rundfunk (NDR) produzierte Programm Nordwestradio mit einem geänderten Programminhalt. Die Einstellung von Bremen 2 führte zu Protesten der Hörer. An seinen Vorgänger erinnert das Nordwestradio nur noch im Abendprogramm, in welchem Sendungen von Bremen 2 fortgeführt werden. Auch wurde in der Anfangszeit die Dauer der Informationsprogramme Journal wieder etwas erhöht. Sie reichen in den Augen von Kritikern in ihrer journalistischen Qualität und dem Wortanteil aber nicht mehr an die Standards früherer Tage heran.
Zum 12. August 2017 wurde das Nordwestradio im Zuge einer Programmstrukturreformierung in Bremen Zwei (veränderte Schreibweise) zurückbenannt. Das neue Konzept unterscheidet sich vom ursprünglichen Radio Bremen 2 und vom Konzept des Nordwestradios. Radio Bremen gab bekannt, dass das Nordwestradio hinter den Erwartungen zurückgeblieben sei und dass man sich eine größere Strahlkraft vom neuen Bremen Zwei verspreche.